# Caffè al veleno a Piccadilly
Caffè al veleno a Piccadilly (The Piccadilly Murder) è un romanzo poliziesco del 1929 scritto da Anthony Berkeley. È il primo romanzo con protagonista il timido detective dilettante Ambrose Chitterwick, che riapparirà nel romanzo Trial and error.
Il libro è stato tradotto in giapponese, portoghese, tedesco e italiano.

## Trama
Ambrose Chitterwick è testimone della morte di una signora nel bar del Piccadilly Palace Hotel, poco dopo che il suo compagno le aveva fatto cadere qualcosa nel caffè. L'ispettore capo Moresby è convinto che sia stata uccisa dal maggiore Sinclair, nipote della donna ed unico erede, servendosi dell'acido prussico. Arresta così Sinclair e intende utilizzare Chitterwick come testimone principale dell'accusa. Tuttavia, i dubbi assillanti nella mente di Chitterwick lo portano a diventare un detective dilettante e a scoprire la verità sull'omicidio.

## Edizioni in italiano
- Caffè al veleno a Piccadilly, traduzione di Dario Pratesi, collana I Bassotti n. 85, Polillo Editore, 2010, pp. 304.